# 李健 (1918年)
李健（1918年2月—2007年4月28日），原名李永林，河南济源县五龙口镇五龙头村人，中国人民解放军开国少将。

## 生平
1938年参加革命，1939年在抗大一分校加入中国共产党。1944年9月，冀中九分区参谋长李健带精干指挥机构到肃宁县指挥克城和解放全县之战，9月29日晚22点县城攻城战斗打响，次日上午11时全歼守军，肃宁县全境解放，成为冀中第一个全境解放并一直坚持到抗战胜利的县，被称为“冀中解放第一城”。1944年10月10日，延安《解放日报》和《晋察冀日报》头版报道《冀中又奏大捷，肃宁县完全解放》的消息。
1955年被授予大校军衔。荣获二级独立自由勋章、二级解放勋章。1964年晋升为少将军衔。经总政治部干部部核实，1987年5月20日中央军委正式下文对李健1964年晋升少将军衔给予承认。
1986年正兵團職待遇离休。